# Бхадури, Рита
Рита Бхадури (хинди रीटा भादुड़ी; 4 ноября 1955, Лакхнау — 17 июля 2018, Мумбаи) — индийская актриса

 кино и телевидения. За пятьдесят лет карьеры снялась в 71 фильме и 30 телесериалах.

## Биография
Родилась 4 ноября 1955 года в Лакхнау и была младшей из трех дочерей актрисы Чандримы Бхадури. Вскоре семья переехала в Бомбей, где её мать стала сниматься в кино. Она сыграла незначительные роли в 36 фильмах, среди которых наиболее заметна была роль тюремной надзирательницы в фильме Bandini (1963). Старшая сестра Риты вышла замуж за оператора Баруна Мукерджи, а средняя сестра Рума стала журналисткой.
Рита окончила Институт кино и телевидения Индии в 1973 со специализацией в актёрском мастерстве.  В следующем году она дебютировала в малаяламоязычном фильме Kanyakumari в паре с Камалом Хасаном. Год спустя она появилась на экранах в болливудской «Джулии» как подруга главной героини, чей «традиционный» образ подчеркивал «инаковость» заглавного персонажа. В итоге в 1970-х она играла преимущественно вспомогательные роли. Так хотя в College Girl (1978) она играла титульного персонажа — студентку колледжа, ставшую жертвой изнасилования, она не была настоящей героиней фильма. В двух фильмах Rajshri Productions с Аруном Говилом в главной роли, вышедших в 1979 году, Sawaan Ko Aane Do и Raadha aur Seeta, она сыграла «третью лишнюю» в любовном треугольнике. Также заметными были роли сестёр главных героев в Aaina (1977) и Nastik (1983). Наконец, в 1985 году она исполнила главную роль в бенгальском фильме Phoolan Devi, но он провалился в прокате.
В 1980-х она также внесла значительный вклад в кинематограф на гуджарати, где стала одной из звезд с гарантированными кассовыми сборами. Рита играла ведущую роль в мифологических и исторических фильмах, социальных драмах и музыкальных мелодрамах, среди которых Alakh Niranjan, Nal Damayanti, Jai Ashapura Maa, Santu Rangeelu, Gher Gher Matina Chula, Kunku Nee Keemat, Ma Na Aansoo, Jani, Sherne Saathey Sawaser. Фильмы тех лет подняли гуджаратское кино из депрессивного состояния. Однако актриса оставила эту отрасль, когда качество фильмов снизилось из-за сосредоточенности производителей на получении прибыли.
В 1990-х она начала работать на телевидении, поскольку была заинтересована в сюжетах, ориентированных на женщин, в то время как в кино доминировали фильмы ориентированные на героев. Вскоре она стала востребованной актрисой для ролей матери и даже бабушки, хотя ещё не достигла возраста, соответствующего ролям. Среди её работ на телевидении: Chunauti (1987—1988), Amaanat (1997—2002), Kumkum — Ek Pyara Sa Bandhan (2002—2009), Choti Bahu — Sinduur Bin Suhagan (2010—2012), а также Sarabhai Vs Sarabhai и Khichdi. Вместе с тем она продолжала сниматься в кино и даже была номинирована на Filmfare Awards за роль в фильме «Принц Раджа».
В июле 2018 года она была доставлена в отделение интенсивной терапии Sujay Hospital в Мумбаи из-за болезни почек и находилась на диализе. Актриса скончалась спустя 10 дней от остановки сердца.